# Erioptera (Erioptera) oceanica
Erioptera (Erioptera) oceanica is een tweevleugelige uit de familie steltmuggen (Limoniidae). De soort komt voor in het Australaziatisch gebied.